# اسمار (بازیکن فوتبال، زاده اوت ۱۹۸۷)
اسمار (انگلیسی: Osmar؛ زادهٔ ۱۰ اوت ۱۹۸۷) بازیکن فوتبال اهل برزیل است.
از باشگاه‌هایی که در آن بازی کرده‌است می‌توان به باشگاه فوتبال میتو هولیهوک، باشگاه فوتبال اهیمه، باشگاه فوتبال آویسپا فوکوئوکا، و باشگاه فوتبال سانتاکروز اشاره کرد.